# Tyson Mulock
Tyson Mulock (* 20. Januar 1983 in North Delta, British Columbia) ist ein ehemaliger deutsch-kanadischer Eishockeyspieler, der im Verlauf seiner aktiven Karriere zwischen 1999 und 2018 unter anderem 669 Spiele für die Eisbären Berlin, Iserlohn Roosters und Grizzlys Wolfsburg in der Deutschen Eishockey Liga (DEL) auf der Position des Centers bestritten hat. Mit den Eisbären Berlin gewann Mulock zwischen 2008 und 2013 insgesamt fünfmal die Deutsche Meisterschaft. Sein jüngerer Bruder T. J. Mulock war ebenfalls professioneller Eishockeyspieler.

## Karriere
Mulock, dessen Großvater mütterlicherseits nach dem Zweiten Weltkrieg von Deutschland nach Kanada auswanderte, wurde im kanadischen North Delta in der Provinz British Columbia geboren. Mit acht Jahren begann er trotz Widerspruch seines Vaters, der wollte, dass Mulock Fußball spielen sollte, mit dem Eishockey. Ab der Spielzeit 1999/2000 lief der Stürmer für die Medicine Hat Tigers in der Western Hockey League (WHL). Im Jahr 2001 wechselte er innerhalb der Liga zu den Regina Pats. Nach zwei Spielzeiten bei den Pats zog es Mulock in die British Columbia Hockey League (BCHL) zu den Nanaimo Clippers. Dort erzielte der Kanadier in 83 Spielen 121 Scorerpunkte und gewann mit dem Team die Meisterschaft.
Nach dieser Spielzeit wechselte Mulock nach Deutschland zum SC Mittelrhein-Neuwied in die drittklassige Oberliga Nord Ost, ehe es ihn zur Spielzeit 2005/06 zum SC Riessersee zog. Dort avancierte er mit 72 Punkten in 35 Spielen zum Topscorer der Oberliga. Nach einem Jahr beim SC Riessersee verließ der Angreifer den Klub aber bereits wieder und schloss sich den Moskitos Essen aus die 2. Bundesliga an, wo er mit 100 Scorerpunkten – davon die Hälfte Tore – in 52 Spielen Topscorer und Spieler des Jahres der 2. Bundesliga wurde. Mit Beginn der Saison 2007/08 ging Tyson Mulock für die Eisbären Berlin in der Deutschen Eishockey Liga (DEL) auf Torejagd und gewann dort in seiner ersten Saison mit der Mannschaft das Double bestehend aus dem Deutschen Eishockeypokal sowie der Deutschen Meisterschaft. Im darauffolgenden Spieljahr konnte er den Meisterschaftserfolg mit den Eisbären Berlin wiederholen. Sein jüngerer Bruder T. J. Mulock stand seit der Saison 2009/10 ebenfalls bei den Hauptstädtern unter Vertrag. Gemeinsam konnten sie weitere drei Deutsche Meisterschaften in den Jahren 2011, 2012 und 2013 mit den Eisbären Berlin feiern.
Ab der Saison 2013/14 spielte Tyson Mulock für ein Jahr bei den Iserlohn Roosters. Anschließend unterschrieb er bei den Grizzly Adams Wolfsburg einen Zweijahresvertrag. Im Januar 2016 verlängerte Mulock seinen Vertrag in Wolfsburg vorzeitig bis 2018 und wurde derweil in den Jahren 2017 sowie 2018 jeweils Vizemeister mit den Grizzlys. Im Sommer 2018 beendete der Deutsch-Kanadier im Alter von 35 Jahren seine aktive Karriere.

## Erfolge und Auszeichnungen
| - 2004 Fred-Page-Cup-Gewinn mit den Nanaimo Clippers - 2004 BCHL Coastal First All-Star Team - 2006 Topscorer der Oberliga - 2006 Bester Torschütze der Oberliga - 2007 Spieler des Jahres der 2. Bundesliga - 2007 Topscorer der 2. Bundesliga - 2007 Bester Torschütze und Vorlagengeber der 2. Bundesliga - 2008 Deutscher Pokalsieger mit den Eisbären Berlin | - 2008 Deutscher Meister mit den Eisbären Berlin - 2009 Deutscher Meister mit den Eisbären Berlin - 2010 European-Trophy-Gewinn mit den Eisbären Berlin - 2011 Deutscher Meister mit den Eisbären Berlin - 2012 Deutscher Meister mit den Eisbären Berlin - 2013 Deutscher Meister mit den Eisbären Berlin - 2016 Deutscher Vizemeister mit den Grizzlys Wolfsburg - 2017 Deutscher Vizemeister mit den Grizzlys Wolfsburg |

## Karrierestatistik
(Legende zur Spielerstatistik: Sp oder GP = absolvierte Spiele; T oder G = erzielte Tore; V oder A = erzielte Assists; Pkt oder Pts = erzielte Scorerpunkte; SM oder PIM = erhaltene Strafminuten; +/− = Plus/Minus-Bilanz; PP = erzielte Überzahltore; SH = erzielte Unterzahltore; GW = erzielte Siegtore; 1 Play-downs/Relegation; Kursiv: Statistik nicht vollständig)